# Liste der Baudenkmäler in Herten
Die Liste der Baudenkmäler in Herten enthält die denkmalgeschützten Bauwerke auf dem Gebiet der Stadt Herten im Kreis Recklinghausen in Nordrhein-Westfalen (Stand: September 2011). Diese Baudenkmäler sind in der Denkmalliste der Stadt Herten eingetragen; Grundlage für die Aufnahme ist das Denkmalschutzgesetz Nordrhein-Westfalen (DSchG NRW).

## Liste
| Bild                                                             | Bezeichnung | Lage                                                                                                  | Beschreibung | Bauzeit | Eingetragen seit      | Denkmal- nummer  |
| ---------------------------------------------------------------- | --- | --- | --- | ------- | --------------------- | ---------------- |
| Landwirtschaftliches Gehöft                                      | Landwirtschaftliches Gehöft | Scherlebeck Elper Straße 92                                                                           | |         | 15.10.1984            | 1                |
| Geschäfts- u. Wohngebäude                                        | Geschäfts- u. Wohngebäude | Mitte Ewaldstraße 26                                                                                  | |         | 15.10.1984            | 2                |
| Fachwerkgebäude                                                  | Fachwerkgebäude | Mitte In der Feige 11                                                                                 | |         | 15.10.1984            | 3                |
| Fachwerkgebäude                                                  | Fachwerkgebäude | Westerholt Apostelstraße 1                                                                            | |         | 15.11.1984            | 4                |
| weitere Bilder                                                   | Fachwerkgebäude | Westerholt Brandstraße 1                                                                              | |         | 15.11.1984            | 5                |
| Fachwerkgebäude                                                  | Fachwerkgebäude | Westerholt Freiheit 2                                                                                 | |         | 15.11.1984            | 6                |
| Fachwerkgebäude                                                  | Fachwerkgebäude | Westerholt Freiheit 8                                                                                 | |         | 15.11.1984            | 7                |
| Fachwerkgebäude                                                  | Fachwerkgebäude | Westerholt Freiheit 9                                                                                 | |         | 15.11.1984            | 8                |
| Fachwerkgebäude                                                  | Fachwerkgebäude | Westerholt Freiheit 10                                                                                | |         | 15.11.1984            | 9                |
| Fachwerkgebäude                                                  | Fachwerkgebäude | Westerholt Freiheit 11                                                                                | |         | 15.11.1984            | 10               |
| Fachwerkgebäude                                                  | Fachwerkgebäude | Westerholt Freiheit 11a                                                                               | |         | 15.11.1984            | 11               |
| Fachwerkgebäude                                                  | Fachwerkgebäude | Westerholt Freiheit 13                                                                                | |         | 15.11.1984            | 12               |
| Fachwerkgebäude                                                  | Fachwerkgebäude | Westerholt Freiheit 20                                                                                | |         | 15.11.1984            | 13               |
| Fachwerkgebäude                                                  | Fachwerkgebäude | Westerholt Martinistraße 4                                                                            | |         | 15.11.1984            | 14               |
| Fachwerkgebäude                                                  | Fachwerkgebäude | Westerholt Martinistraße 5                                                                            | |         | 15.11.1984            | 15               |
| Fachwerkgebäude                                                  | Fachwerkgebäude | Westerholt Martinistraße 6                                                                            | |         | 15.11.1984            | 16               |
| Fachwerkgebäude                                                  | Fachwerkgebäude | Westerholt Martinistraße 9                                                                            | |         | 15.11.1984            | 17               |
| Fachwerkgebäude                                                  | Fachwerkgebäude | Westerholt Martinistraße 10                                                                           | |         | 15.11.1984            | 18               |
| Fachwerkgebäude                                                  | Fachwerkgebäude | Westerholt Martinistraße 14                                                                           | |         | 15.11.1984            | 19               |
| Fachwerkgebäude                                                  | Fachwerkgebäude | Westerholt Ostwall 11                                                                                 | |         | 15.11.1984            | 20               |
| Fachwerkgebäude                                                  | Fachwerkgebäude | Westerholt Schloßstraße 6                                                                             | |         | 15.11.1984            | 21               |
| weitere Bilder                                                   | Fachwerkgebäude | Westerholt Schloßstraße 13                                                                            | |         | 15.11.1984            | 22               |
| weitere Bilder                                                   | Kirchengebäude | Mitte Kath. Pfarrkirche St. Antonius Karte                                                            | |         | 30.05.1985            | 23               |
| Denkmalfigur                                                     | Denkmalfigur | Mitte St. Antonius Denkmal Karte                                                                      | |         | 30.05.1985            | 24               |
| Fachwerkgebäude                                                  | Fachwerkgebäude | Westerholt Freiheit 5                                                                                 | |         | 30.05.1985            | 25               |
| Fachwerkgebäude                                                  | Fachwerkgebäude | Westerholt Freiheit 7a                                                                                | |         | 30.05.1985            | 26               |
| Fachwerkgebäude                                                  | Fachwerkgebäude | Westerholt Martinistraße 2                                                                            | |         | 30.05.1985            | 27               |
| Gasthof                                                          | Gasthof | Süd Herner Straße 67 Karte                                                                            | |         | 30.05.1985            | 28               |
| weitere Bilder                                                   | Schlossanlage | Westerholt Schloss Westerholt Karte                                                                   | Teilweise - Herrenhaus, - zwischen Herrenhaus und Gartenturm Zwischentrakt, - Turm an der Gräfte, - ehemalige Rentei, - Hauptzufahrtsbrücke, - Brücke |         | 31.01.1986            | 29               |
| Wohn- und Geschäftshauszeile                                     | Wohn- und Geschäftshauszeile | Westerholt Geschwisterstraße 20–44                                                                    | |         | 01.07.1986            | 30a              |
| Wohngebäude                                                      | Wohngebäude | Westerholt Ringstraße 10 und Fichtestraße 1                                                           | |         | 24.09.1986            | 30b              |
| Siedlungsbereich                                                 | Siedlungsbereich | Westerholt Geschwisterstraße 9, 11, 13, 15, 17, 19, Zwischenstraße 1–6, Grünstraße 10, 12, 14, 16, 18 | |         | 01.07.1986            | 31               |
|                                                                  | | Mitte Ewaldstraße 32                                                                                  | Die Adresse gibt es heute nicht mehr. |         | Gelöscht              | 32               |
| Wassertürme Herten                                               | Wassertürme Herten | Scherlebeck Westerholter Straße 316 Karte                                                             | |         | 02.07.1986            | 33               |
| Fachwerkgebäude                                                  | Fachwerkgebäude | Scherlebeck Scherlebecker Straße 390                                                                  | |         | 24.09.1986            | 34               |
| Wohngebäude                                                      | Wohngebäude | Mitte In der Feige 8                                                                                  | |         | 24.09.1986            | 35               |
| Fachwerkgebäude                                                  | Fachwerkgebäude | Westerholt Brandstraße 20                                                                             | |         | 24.09.1986            | 36               |
| Fachwerkgebäude                                                  | Fachwerkgebäude | Westerholt Schloßstraße 3                                                                             | |         | 24.09.1986            | 37               |
| Fachwerkgebäude                                                  | Fachwerkgebäude | Westerholt Brandstraße 17                                                                             | |         | 24.09.1986            | 38               |
| Verwaltungsgebäude des Bergwerks Ewald                           | Verwaltungsgebäude des Bergwerks Ewald | Hertener Mark Ewaldstraße 257–261 Karte                                                               | |         | 17.12.1986            | 39               |
| Kauengebäude des Bergwerks Ewald                                 | Kauengebäude des Bergwerks Ewald | Hertener Mark Ewaldstraße 257–261 Karte                                                               | |         | 17.12.1986            | 40               |
| Fachwerkgebäude                                                  | Fachwerkgebäude | Westerholt Freiheit 15                                                                                | |         | 17.12.1986            | 41               |
| weitere Bilder                                                   | Kauen- und Verwaltungsgebäude, Maschinenhalle mit Fördermaschine, ehem. Werkstättengebäude, Einfriedung tlw. der Zeche Schlägel und Eisen 5/6 | Scherlebeck Scherlebecker Straße 258 Karte                                                            | |         | 23.04.1987            | 42               |
| Evang. Pfarrkirche Christuskirche                                | Evang. Pfarrkirche Christuskirche | Bertlich Bahnhofstraße 156 Karte                                                                      | |         | 25.03.1987            | 43               |
| Fachwerkgebäude                                                  | Fachwerkgebäude | Westerholt Martinistraße 7                                                                            | |         | 25.03.1987            | 44               |
| Wohngebäude                                                      | Wohngebäude | Mitte Am Wilhelmsplatz 8                                                                              | |         | 25.03.1987            | 45               |
| Fachwerkgebäude                                                  | Fachwerkgebäude | Westerholt Ostwall 21                                                                                 | |         | 25.03.1987            | 46               |
| weitere Bilder                                                   | Fachwerkhaus und Scheunengebäude | Scherlebeck Scherlebecker Straße 399                                                                  | |         | 24.06.1987            | 47               |
| Wohngebäude                                                      | Wohngebäude | Mitte Pastoratsweg 1                                                                                  | |         | 17.12.1987            | 48               |
| weitere Bilder                                                   | Schlossanlage mit Schlosspark | Mitte Schloss Herten Karte                                                                            | |         | 21.12.1988            | 49               |
| weitere Bilder                                                   | Schlossanlage | Westerholt Schloss Westerholt                                                                         | Teilweise - Gartenturm, - Orangerie, - 4 Postamente mit Aufsätzen, - Brückenpfeiler, - Tor und Gitter am südwestl. Parkende, - Gräftensystem einschl. Taubenteich |         | 21.12.1988            | 50               |
| Fachwerkgebäude                                                  | Fachwerkgebäude | Westerholt Martinistraße 3                                                                            | |         | 31.05.1989            | 51               |
| Fachwerkgebäude                                                  | Fachwerkgebäude | Westerholt Martinistraße 11                                                                           | |         | 31.05.1989            | 52               |
| Fachwerkgebäude                                                  | Fachwerkgebäude | Westerholt Ostwall 13                                                                                 | |         | 31.05.1989            | 53               |
| weitere Bilder                                                   | Schlosskapelle | Westerholt Schloßstraße 1                                                                             | |         | 31.05.1989            | 54               |
| Mühlpforte                                                       | Mühlpforte | Westerholt Schloßstraße 2                                                                             | |         | 31.05.1989            | 55               |
| Fachwerkgebäude                                                  | Fachwerkgebäude | Westerholt Brandstraße 1b                                                                             | |         | 30.08.1989            | 56               |
| Fachwerkgebäude                                                  | Fachwerkgebäude | Westerholt Brandstraße 3                                                                              | |         | 30.08.1989            | 57               |
| weitere Bilder                                                   | Fachwerkgebäude | Westerholt Brandstraße 15                                                                             | |         | 30.08.1989            | 58               |
| weitere Bilder                                                   | Fachwerkgebäude | Westerholt Brandstraße 6                                                                              | |         | 30.08.1989            | 59               |
| Fachwerkgebäude                                                  | Fachwerkgebäude | Westerholt Freiheit 3                                                                                 | |         | 30.08.1989            | 60               |
| Fachwerkgebäude                                                  | Fachwerkgebäude | Westerholt Freiheit 4                                                                                 | |         | 30.08.1989            | 61               |
| Fachwerkgebäude                                                  | Fachwerkgebäude | Westerholt Freiheit 17                                                                                | |         | 30.08.1989            | 62               |
| Fachwerkgebäude                                                  | Fachwerkgebäude | Westerholt Kronengasse 3                                                                              | |         | 30.08.1989            | 63               |
| Fachwerkgebäude                                                  | Fachwerkgebäude | Westerholt Kronengasse 4                                                                              | |         | 30.08.1989            | 64               |
| Fachwerkgebäude                                                  | Fachwerkgebäude | Westerholt Martinistraße 1                                                                            | |         | 30.08.1989            | 65               |
| Fachwerkgebäude                                                  | Fachwerkgebäude | Westerholt Martinistraße 3a                                                                           | |         | 30.08.1989            | 66               |
| Fachwerkgebäude                                                  | Fachwerkgebäude | Westerholt Martinistraße 8                                                                            | |         | 30.08.1989            | 67               |
| Fachwerkgebäude                                                  | Fachwerkgebäude | Westerholt Martinistraße 12                                                                           | |         | 30.08.1989            | 68               |
| Fachwerkgebäude                                                  | Fachwerkgebäude | Westerholt Martinistraße 13                                                                           | |         | 30.08.1989            | 69               |
| Fachwerkgebäude                                                  | Fachwerkgebäude | Westerholt Nordwall 2                                                                                 | |         | 30.08.1989            | 70               |
| Fachwerkgebäude                                                  | Fachwerkgebäude | Westerholt Nordwall 3                                                                                 | |         | 30.08.1989            | 71               |
| Fachwerkgebäude                                                  | Fachwerkgebäude | Westerholt Ostwall 5                                                                                  | |         | 30.08.1989            | 72               |
| Fachwerkgebäude                                                  | Fachwerkgebäude | Westerholt Ostwall 7                                                                                  | |         | 30.08.1989            | 73               |
| Fachwerkgebäude                                                  | Fachwerkgebäude | Westerholt Ostwall 9                                                                                  | |         | 30.08.1989            | 74               |
| Fachwerkgebäude                                                  | Fachwerkgebäude | Westerholt Ostwall 17                                                                                 | |         | 30.08.1989            | 75               |
| Nördlicher Teil des Schlosswaldes Herten                         | Nördlicher Teil des Schlosswaldes Herten | Westerholt Schlosswald Herten                                                                         | |         | 29.08.1990            | 76               |
| Schlossanlage                                                    | Schlossanlage | Westerholt Schloßstraße 1                                                                             | |         | 27.11.1991            | 77               |
| Wohn- und Geschäftshaus                                          | Wohn- und Geschäftshaus | Süd Ewaldstraße 66                                                                                    | |         | 24.03.1993            | 78               |
| Wohn- und Geschäftshaus                                          | Wohn- und Geschäftshaus | Süd Ewaldstraße 50                                                                                    | |         | 30.06.1993            | 79               |
| Wohn- und Geschäftshaus                                          | Wohn- und Geschäftshaus | Süd Ewaldstraße 48                                                                                    | |         | 30.06.1993            | 80               |
|                                                                  | | Mitte An der Feuerwache 5                                                                             | |         | Gelöscht 15.07.2010   | 81               |
| Fachwerkgebäude                                                  | Fachwerkgebäude | Mitte Am Wittkamp 3                                                                                   | |         | 23.02.1994            | 82               |
| weitere Bilder                                                   | Kath. Pfarrkirche St. Martinus | Westerholt Schloßstraße 21 Karte                                                                      | |         | 07.06.1994            | 83               |
| Fachwerkgebäude                                                  | Fachwerkgebäude | Disteln Josefstraße 19                                                                                | |         | 07.11.1995            | 84               |
| Fachwerkgebäude                                                  | Fachwerkgebäude | Disteln Schulstraße 27                                                                                | |         | 07.11.1995            | 85               |
| Villa, Einfriedung                                               | Villa, Einfriedung | Disteln Kirchstraße 57 Karte                                                                          | |         | 22.02.1996            | 86               |
| Fördergerüst Schacht 3                                           | Fördergerüst Schacht 3 | Langenbochum Westerholter Straße 690 Karte                                                            | Maschinengebäude, Fördermaschine der ehem. Zeche Schlägel & Eisen 3/4/7 Fortschreibung vom 25. Nov. 2010: Eingangsbauten mit Markenkontrolle, Pförtnergebäude, Verwaltung mit Lohnhalle, Arbeiterkauen und Beamtenkauen, Büros sowie Magazin und Lampenstube, Schachthalle zu Schacht 3 und ehem. Separation, Fördergerüst Schacht 7, Schachthalle und Sieberei, Fördermaschinenhaus Schacht 7, Fördergerüst Schacht 4, Fördermaschinenhaus Schacht 4, ehem. Gasabsaugung, Grubenlüfteranlage Schächte 3 und 4, Maschinen- und Schalthaus für das ehem. Kraftwerk |         | 30.12.1997 25.11.2010 | 87               |
| Ehem. Zeche Ewald 1/2/7                                          | Ehem. Zeche Ewald 1/2/7 | Hertener Mark Ewaldstraße 257–261 Karte                                                               | |         | 29.08.2002            | 88               |
| Jüdische Abteilung des Waldfriedhofs Herne Wanne (Abteilung XVI) | Jüdische Abteilung des Waldfriedhofs Herne Wanne (Abteilung XVI)                                                                              | Hertener Mark Ewaldstraße Karte                                                                       | |         | 02.06.2008            | 89               |
| Schachtanlage Westerholt, Schacht 3, des Bergwerks Lippe         | Schachtanlage Westerholt, Schacht 3, des Bergwerks Lippe                                                                                      | Westerholt Egonstraße                                                                                 | |         | 30.06.2010            | 90               |
| Denkmalbereich Freiheit Westerholt                               | Denkmalbereich Freiheit Westerholt | Westerholt Freiheit Westerholt                                                                        | |         | 15.04.1991            | Denkmalbereich 1 |
| Denkmalbereich Bergarbeitersiedlung Bertlich                     | Denkmalbereich Bergarbeitersiedlung Bertlich                                                                                                  | Bertlich Bergarbeitersiedlung Bertlich                                                                | |         | 25.10.2001            | Denkmalbereich 2 |